# Podomyrma testacea
Podomyrma testacea é uma espécie de formiga do gênero Podomyrma, pertencente à subfamília Myrmicinae.